# Smilodon
Denna artikel handlar om kattsläktet Smilodon. För skivbolaget med samma namn, se Smilodon Records. Smilodon är även en synonym för släktet Teratosaurus.
Smilodon (grekiska för knivtand), (ofta betecknad som sabeltandad tiger men namnet används även för andra däggdjur) är ett utdött släkte inom familjen kattdjur, innehållande de "sabeltandade" katterna (sabeltandad tiger etc). Utmärkande var två extremt långa hörntänder.
Smilodons föregångare var Machairodus, som inte fick någon annan känd efterföljare. Namnet smilodon betyder "knivtand", ett mycket passande namn som syftar på de enorma hörntänderna. Smilodon kallas allmänt för sabeltandad - namnet sabeltandad tiger är inte så lyckat, med tanke på att det inte rör sig om någon tiger eller tigersläkting.  Att med sabeltandad tiger avse smilodonerna är inte heller helt lyckat, eftersom det finns andra grupper kattdjur med sabelliknande tänder som inte tillhör släktet Smilodon.
Den största arten Smilodon populator hade ungefär samma storlek som en lejonhanne men den var med upp till 400 kg betydlig robustare. Arten har vandrat fram till Sydamerika efter bildandet av en landbro. Smilodon populator fortsatte vandringen längs Atlanten medan Smilodon fatalis tog vägen längs Stilla havet. Även Smilodon fatalis var med en vikt upp till 280 kg ett stort djur.

## Arter
Fem arter har beskrivits (även om inte alla dessa i längden kommer att ses som arter),
- Smilodon gracilis, levde mellan ungefär 2,5 miljon-500 000 år sedan
- Smilodon fatalis, levde mellan ungefär 1,6 miljoner–10 000 år sedan - 100–120 cm hög, 270–360 kg
- Smilodon populator, levde mellan ungefär 1 miljon–10 000 år sedan
- Smilodon californicus
- Smilodon floridus

## Beskrivning
En fullvuxen smilodon vägde omkring 300 kg. Samtliga hade kort svans, kraftiga ben och massivt huvud. Dess storlek motsvarar ungefär ett lejons, men kraftigare och nästan dubbelt så tung. Käkarna kunde öppnas 95 grader, för att exponera de cirka 17 cm långa huggtänderna.
Bland de viktigaste fyndplatserna för smilodonfossil är La Brea i Los Angeles. De många smilodon som hittats där är orsaken till att smilodon är de förhistoriska katter som paleontologer har bäst kunskap om.
Smilodon antas ha jagat, och eventuellt ha levt, i flock. På en del fyndplatser har flera smilodon hittats omkring ett större bytesdjur.
Jakten antas ha gått till så att Smilodon tog sig upp på ryggen och höll sig kvar med hjälp av de starka benen. Sedan använde den de långa tänderna för att tillfoga bytet allvarliga sår så att bytet senare dukade under. På grund av skelettbyggnaden antas att Smilodon väntade i ett gömställe och överraskade bytet. Sår på upphittade ben tyder på att arterna fick skador under jakten eller under strider med artfränder.
Bakom hörntänderna var tanduppsättningen inte lika robust som hos nulevande rovdjur. Ungdjuren stannade ungefär två år hos modern. Som orsak utpekas hörntändernas utveckling som varade ungefär lika länge. Tungbenets position och utforming visar att arterna hade ett högt läte för kommunikationen.

## Externa länkar

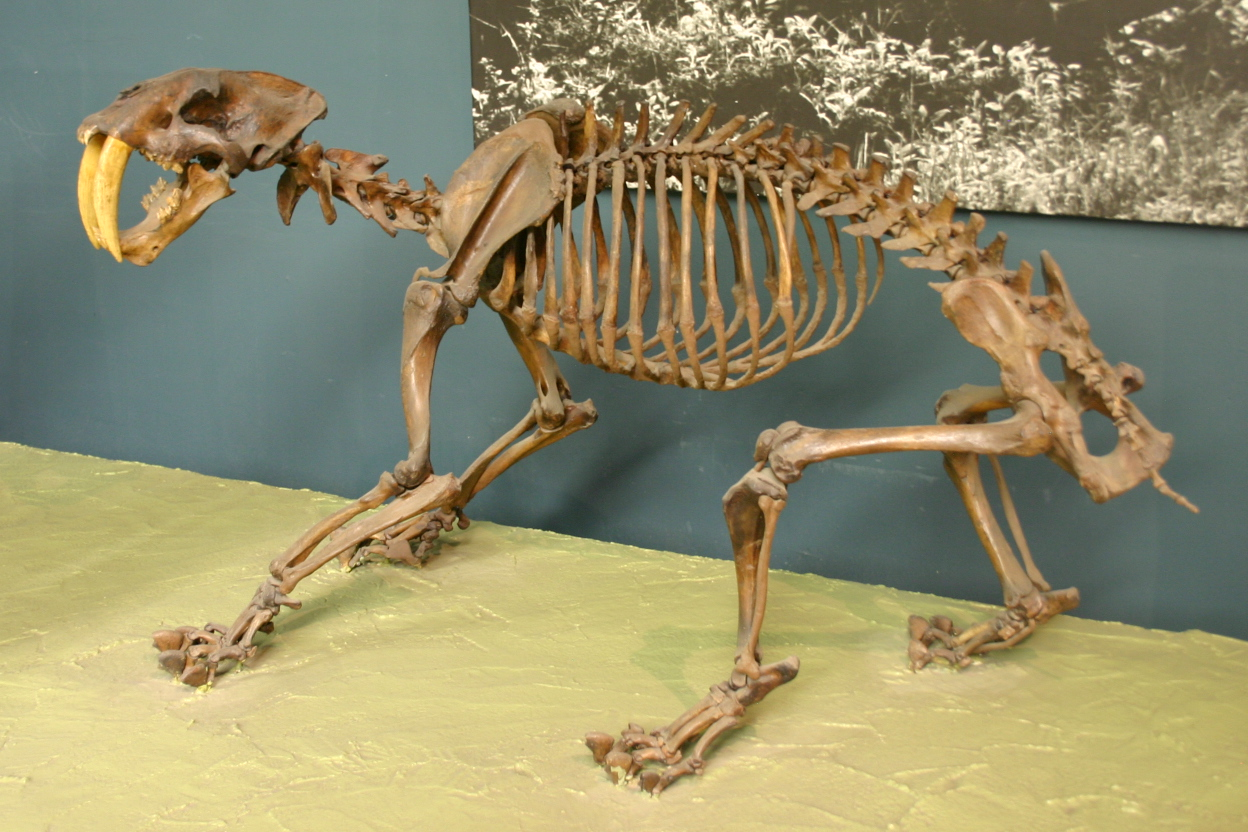
Smilodon californicus, fossilt skelett.